# Epstein László
Epstein László, teljes nevén Epstein Sándor László (Nagyszombat, 1865. augusztus 6. – Budapest, Terézváros, 1923. szeptember 16.) elme- és idegorvos, egyetemi magántanár, a közegészségügyi és igazságügyi orvosi tanács tagja.

## Életpályája
Epstein Salamon (1825–1909) és Wolf Zsuzsanna fiaként született. Testvérei Epstein Ilona és Siegfried. 1882 júniusában kitüntetéssel érettségizett a Nagyszombati Érseki Főgimnáziumban. Tanulmányait a Budapesti Tudományegyetem és a Bécsi Egyetem Orvostudományi Karán folytatta. A Szent Rókus Kórház gyakornoka volt, amikor 1890 júliusában kinevezték az Angyalföldi Elme- és Ideggyógyintézet másodorvosává. 1892-től osztályos főorvosként dolgozott az intézményben. 1900-ban kinevezték a Lipótmezei Állami Elmegyógyintézet megüresedett főorvosi állására. 1905 és 1910 között a Nagyszebeni Állami Elmegyógyintézet igazgatója volt. 1910 őszétől haláláig az Angyalföldi Elme- és Ideggyógyintézetet vezette. 1915 márciusában a Gyakorlati elmekórtan című tárgykörből magántanári címet kapott. A Tanácsköztársaság idején az Országos Egészségügyi Tanács tagjává választották. Tudományos munkáiban főleg a magyarországi elmebetegüggyel foglalkozott, továbbá a kivándorlók elmebetegségével. Halálát tüdőgyulladás okozta.
A Kozma utcai izraelita temetőben nyugszik.

## Családja
Felesége Eisenstädter Ilona volt, Eisenstädter Vilmos és Adler Sarolta lánya, akivel 1902. június 15-én Pozsonyban kötött házasságot.
Gyermekei:
- Epstein Kornél Ármin (1903–1909)
- Epstein Ottó (1905–1981) orvos. Felesége dr. Ábrahám Karola (1921–1981) orvos.[7]
- Epstein Sarolta Zsuzsanna (1907–?). Férje Jacob Mózes.

## Művei
- Az aethylenum bromatum, mint antiepilepticum. (Gyógyászat, 1891, 48.)
- A nyúltvelőnek több rendellenes kötegéről. (Magyar Orvosi Archivum, 1892)
- Adalékok a fajpsychiatriához. (Gyógyászat, 1909, 39.)
- A tengerentúli kivándorlás elmeorvosi szempontból. (Orvosi Hetilap, 1914, 12.)

## Díjai, elismerései
- Vöröskereszt II. osztályú tiszteletjelvénye a hadiékítménnyel[8]